# الموود (نبراسکا)
الموود(به انگلیسی: Elmwood) شهری در ایالت نبراسکا کشور ایالات متحده آمریکا است که جمعیت آن در سرشماری سال ۲۰۱۰ میلادی، ۶۳۴ نفر بوده‌است.